# Phường 6, Quận 6
Phường 6 là một phường thuộc Quận 6, Thành phố Hồ Chí Minh, Việt Nam.
Phường 6 có diện tích 0,31 km², dân số năm 2021 là 13.545 người,  mật độ dân số đạt 43.693 người/km².